# Žadovinek
Žadovinek je naselje v Občini Krško. Leži na južnem robu Krškega in vzhodnem robu Leskovca pri Krškem na naplavni ravnici Remen. 

### Področje vasi  in izvor imena
Področje Žadovinka je do leta 1964 segalo od potoka Žlapovec
na severu do odcepa ceste za Brege na jugu, od vključno naplavne ravnice
Petrovci na zahodu do Save na vzhodu. To področje leži na okljuku Save, torej
za ovinkom. Ta položaj je po ustnem izročilu tudi izvor imena: za ovinkom ─>
Zad ovinek ─> Žadovinek.
Danes je področje vasi manjše, ker je bil leta 1964 del vasi
na Petrovcih priključen mestu Krško.
Na Petrovcih so bile samo posamezne hiše. Osrednji del vasi,
ki nosi ime Srednji Marof, leži v Remenu.

### Gospodarske dejavnosti
Pred prvo in drugo svetovno vojno je bila glavna dejavnost v
kraju kmetijstvo. Nekaj obrti je bilo na Petrovcih: cementninarstvo Pirc, žaga
Petrovič, kovaštvo Butkovič in mizarstvo Župančič. 
Pred prvo svetovno vojno je bila na Srednjem Marofu
avstroogrska topniška kasarna. Strelne položaje za topniške vaje so imeli pri
Gorenji vasi pri Leskovcu, cilji pa so bili v Remenu vzhodno od Žadovinka.
Strelske vaje s puško so imeli vojaki v Rorah nad Krškim. 
Po drugi svetovni vojni je kmetijstvo kot privatna dejavnost
zamiralo. Danes v vasi ni več čistih kmetov. Kmetijska dejavnost je po drugi
svetovni vojni postopoma prehajala v roke Kmetijske zadruge Krško ter po letu
1991 v roke podjetja Evrosad, ki je njen naslednik. 
Večina prebivalstva je zaposlenih v podjetjih v Krškem in
okolici. V centru vasi na Srednjem Marofu so garaže avtoprevoznika ter
mehanična delavnica za popravilo koles. V prostorih bivše avstroogrske
vojašnice ima svoje prostore podjetje Evrosad ter plantaža gob. 
Sedanji severni del Žadovinka nima direktne cestne povezave
s centrom vasi. Danes je tu industrijska cona. Industrija in trgovski lokali so
danes tudi na nekdanjem zahodnem delu Žadovinka, na Petrovcih. 

### Druge dejavnosti

#### Konjske in speedway dirke
Na ravnini južno in vzhodno od Žadovinka so se pred drugo
svetovno vojno odvijale kmečke igre. Tako je na tem mestu nastal hipodrom.
Konjske dirke, ki so se odvijale tu, so imele vsedržavni pomen v takratni
Jugoslaviji. 
Leta 1946 je bil zgrajen nov hipodrom, poimenovan Stadion
Matije Gubca v severnem delu Žadovinka ob potoku Žlapovec. Po letu 1950 se je
začel v Krškem razvijati speedway. Tekmovalno progo za ta motoristični šport so
zgradili znotraj steze za konjske kasaške steze. Notranjost te steze pa so
uporabili za parkur, kadar so bile na konjeniških dirkah na sporedu tudi tekme
v preskakovanju ovir.
V šestdesetih letih dvajsetega stoletja je začela konjereja
na Krškem polju usihati. S tem se je zanimanje za konjske dirke na tem področju
zmanjševalo. Istočasno so se povečevale varnostne zahteve za speedway steze.
Zgraditi je bilo potrebno varovalne ograde, ki so zakrivale pogled na konjsko
stezo. S tem se je interesantnost konjskih dirk na tem stadionu še dodatno
zmanjšala in konjske prireditve so usahnile. 
Ko ni bilo več konjskih prireditev, je dobil stadion
drugačen pomen. Poleg speedwaya se je na osrednji zelenici začel razvijati
nogomet. Na južnem delu stadiona je ostal velik neizkoriščen prostor. Na njem
je nastal poligon za učenje avtomobilske vožnje za začetnike. Poligon so takrat
uporabljali tako civilni inštruktorji  AMZ
kot vojaški inštruktorji garnizije Cerklje ob Krki, ki so učili vojake voziti
kamione. 
Danes je na mestu nekdanjega poligona za učenje avtomobilske
vožnje več teniških igrišč ter prostor za balinanje. Ti dve dejavnosti zasedata
polovico površine nekdanjega poligona. Druga polovica je trenutno prazna ter
služi za organiziranje večjih prireditev oziroma za parkirni prostor ob
speedway dirkah.

#### Letalstvo in padalstvo
Vojaško letališče v Cerkljah ob Krki je nastalo leta 1938,
takrat še s travnato stezo. Med vojno ga je uporabljalo nemško letalstvo, po
vojni pa ga je obnovila tedanja Jugoslovanska ljudska armada. Ker je bila
vzletno pristajalna steza na tem letališču betonska, je bila močno ranljiva v
primeru letalskega napada. Zato je JLA poiskala rezervno letališče. To je bilo
na jugovzhodu Žadovinka, na travniku med Bregami in Žadovinkom, kjer je bil
teren dovolj trden in raven, da so lahko na njem pristajala in vzletala tedanja
letala.  Na tem prostoru so imeli vaje v
skokih iz aviona tudi takratni vojaški padalci.
S pojavom večjih, težjih in zmogljivejših letal je to
rezervno letališče izgubilo pomen, ker je bilo premajhno za njih. S pojavom
prvih motornih zmajev v Sloveniji se je pojavila potreba po letališčih zanje. Zmajarji,
združeni v klubu KRILA KLUB KRŠKO, so svoj prostor našli prav na bivšem
vojaškem rezervnem letališču v Žadovinku. Kasneje so v klubu nabavili tudi prvo
ultra lahko letalo, pri čemer je imel pomembno vlogo g. Resman iz Leskovca. Na
tem travniku še danes občasno vzletajo in pristajajo motorni zmaji in motorni
padalci.  Na omenjenem travniku so
najprej letali z motornimi zmaji. Mislim, da so bili to »KRILA KLUB KRŠKO«.
Nato so nabavili UL letalo. Mislim, da tu nastopi g. Resman, ki je najbrž primaknil
pomemben delež za nakup. Po nekaj letih se je g. Resman lotil pravega
letalstva, mislim, da v Novem mestu. Zgodba omenjenega kluba pa je šla svojo
pot. Na tem travniku se še vedno pojavljajo posamezni motorni zmaji in motorni
padalci. Verjetno je to bolj priložnostno.
Po osamosvojitvi Slovenije cerkljansko letališče ni bilo več
tako strogo vojaško in tako zaprto. Gospod Resman je skušal v letu 1999 vzpostaviti
civilno letališče v okviru vojaškega. Ker mu takrat ni uspelo, je uredil in
registriral vzletišče za UL letala ob modelarski stezi, slab kilometer
zahodneje od vzletišča za zmajarje in padalce. Postavil je tudi hangar. Okoli
leta 2005 je civilni del letališča v Cerkljah zaživel in gospod Resman se je s
svojim letalom preselil tja. Južno od Žadovinka so ostali samo še modelarji.

#### Letalsko modelarstvo
Uradna zgodovina društva sega v leto 1979, ko so se prvič
zbrali v tehnični učilnici v OŠ Jurija Dalma,
društvo pa je bilo uradno registrirano leta 1980 z imenom Modelarski klub
Krško. Že od samega začetka so hodili letet na travnik, na katerem izvajajo
svojo dejavnost še sedaj. Zaradi peščenih tal tu ne zraste veliko in kmetje so
ga takrat kosili samo enkrat na leto. Tako je še tudi danes.
V začetku še niso imeli steze in so leteli tam, kjer je bilo manj trave,
pristajali so, kakor je naneslo. Kasneje so soorganizirali Srečanje mladih
tehnikov in na travnik so v ta namen postavili manjši kontejner. To se je
izkazalo za zelo praktično in kasneje so ga zamenjali za majšo barako. Tudi
vzletno stezo so začeli kositi in z lastniki zemljišča so si izgovorili
dovoljenje. To se je dogajalo v obdobju približno 1984-1988. Sporazum, ki so ga
večkrat prilagodili trenutnim razmeram, traja še danes.
Glede na opremo, ki jo imajo na modelarskem letališču, velja to letališče za enega
bolje opremljenih v Sloveniji. Na njem je bilo organiziranih že več velikih modelarskih
srečanj in tekmovanj.

#### Kinologi
V
osemdesetih in devetdesetih letih dvajsetega stoletja je zraven modelarskega
letališča delovalo tudi kinološko društvo iz Krškega. Zaradi sporov z lastniki
so morali z dejavnostjo na tem terenu prekiniti.